# 15350 Наґанума
15350 Наґанума (15350 Naganuma) — астероїд головного поясу, відкритий 3 листопада 1994 року.
Тіссеранів параметр щодо Юпітера — 3,482.
Названо на честь Наґанума (яп. ながぬま(長沼) наґанума)